# Marija Gurowa
Marija Aleksandrowna Gurowa (ros. Мария Александровна Гурова; ur. 16 kwietnia 1989) – rosyjska zapaśniczka walcząca w stylu wolnym. Piąta na mistrzostwach świata w 2010 i 2011. Mistrzyni Europy w 2014, trzecia w 2011, 2012 i 2018. Druga w Pucharze Świata w 2014 i 2015; piąta w 2017 i ósma w 2012. Mistrzyni Europy juniorów w 2006 i 2009. Mistrzyni Rosji w 2010, 2014 i 2017, srebro w 2012, a brąz w 2013 roku.